# Vitali Alekseenok
Vitali Alekseenok (biélorusse : Віталь Алексяёнак) est un chef d'orchestre biélorusse, né le 4 janvier 1991 à Wileyka dans région de Minsk. Il est directeur artistique du Kharkiv Music Fest et, depuis la saison 2022/23, Kapellmeister au Deutsche Oper am Rhein de Düsseldorf.

## Biographie

### Carrière musicale
En 2016, Alekseenok est diplômé du conservatoire de Saint-Pétersbourg (Prof. Alexandre Alexeïev), puis part en Allemagne et termine son master à Hochschule für Musik Franz Liszt Weimar (Prof. Nicolás Pasquet, Gunter Kahlert et Ekhart Wycik). Au cours de ses études, il a participé à diverses master classes, notamment de Bernard Haitink, Fabio Luisi entre autres.
En 2021, il remporte le concours de direction d'orchestre Arturo Toscanini à Parme Outre le premier prix, il reçoit également le prix du public et le prix de la meilleure interprétation d'un opéra de Verdi,,.
En juin 2021, Alekseenok devient directeur artistique du festival ukrainien Kharkiv Music Fest, qui organise des concerts dans les abris anti-bombes, les métros et les hôpitaux de Kharkiv pendant la guerre russo-ukrainienne,.
En tant que chef d'orchestre d'opéra, il a collaboré entre autres avec le Teatro alla Scala (Milan), l'Opéra d'État de Bavière (Munich), l'Opéra national d'Ukraine (Kiev), le Gran Teatre del Liceu (Barcelone) et le Teatro Massimo Bellini (Catane). Il a dirigé des orchestres tels que l'Orchestre symphonique de Vienne, l'Orchestre symphonique du MDR, la Staatskapelle Weimar, l'Orchestra del Teatro Comunale di Bologna, la Filarmonica Arturo Toscanini de Parme et l'Orchestre symphonique de Kiev, entre autres. Alekseenok a également dirigé la première représentation ukrainienne de Tristan und Isolde de Richard Wagner à l'Opéra national d'Ukraine à l'automne 2021 et a dirigé une production de l'opéra Don Giovanni de Mozart à Severodonetsk en 2018 dans le cadre du projet "Music Overcomes Walls",.
Au Teatro alla Scala, il a dirigé la première de l'opéra Il piccolo principe de Pierangelo Valtinoni en 2022.

### Carrière politique
En plus de sa profession de chef d'orchestre, Alekseenok est également écrivain. En 2021, son livre Die weißen Tage von Minsk : Unser Traum von einem freien Belarus a été publié par S. Fischer Verlag, ainsi que de nombreux articles et essais pour Der Tagesspiegel, Neue Rundschau, Religion & Gesellschaft Zürich, entre autres.
Il a donné des conférences à l'Université Louis-et-Maximilien de Munich et à l'Université Humboldt de Berlin. Alekseenok a également créé de nombreux projets éducatifs en Europe occidentale et orientale et dirigé des orchestres de jeunes en Allemagne, en Italie, en Pologne et en Ukraine.